# Mircea Rednic

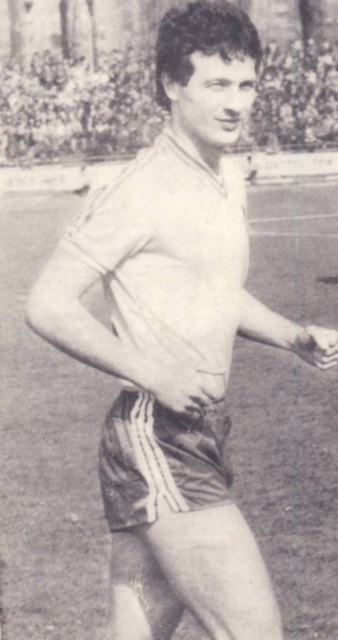
Rednic als speler

Mircea Rednic (Hunedoara, 9 april 1962) is een Roemeense voetbalcoach en voormalig voetballer.

## Carrière

### Speler
Rednic was een verdediger die vaak als libero speelde. Hij debuteerde bij Corvinul Hunedoara. Na drie seizoenen ruilde hij de club in voor het bekende Dinamo Boekarest, waarmee hij in 1984 en 1990 kampioen werd. Ondertussen was Rednic ook uitgegroeid tot een vaste waarde in de nationale ploeg. Zo nam hij deel aan het EK van 1984 en het WK van 1990.
Na dat WK trok Rednic gedurende één seizoen naar het Turkse Bursaspor. Nadien belandde hij bij het Standard Luik van trainer Georg Kessler. De ondertussen 29-jarige libero werd meteen een titularis bij de Rouches en veroverde in 1993 de Beker van België. In 1996 overtuigde Sint-Truiden VV hem om een jaar in Limburg te spelen, maar veel speelgelegenheden kreeg Rednic niet tijdens een turbulent seizoen waarin de club regelmatig van trainer wisselde.
Na zes seizoenen in België keerde hij terug naar zijn vaderland. Rapid Boekarest bood hem een contract aan. Nog tot 2000 speelde hij voetbal op het hoogste niveau.

### Trainer
Hij begon zijn trainerscarrière als de assistent van Roemeens bondscoach László Bölöni. Meteen daarna nam hij het trainerschap van Rapid Boekarest op zich, maar na een jaar mocht hij opstappen. Hij keerde in 2002 terug en veroverde dat seizoen de Roemeense beker. Hij trainde nadien verscheidene clubs, maar wisselde vooral af tussen zijn ex-clubs Rapid en Dinamo Boekarest.
Op 27 oktober 2012 volgde hij Ron Jans op als coach van Standard Luik. Onder zijn leiding wist de club zich te plaatsen voor play-off I en Europees voetbal af te dwingen. Desondanks die prestatie zette het bestuur na het seizoen de samenwerking met Rednic stop. Op 11 augustus 2013, werd de ex-coach van Standard na enkele mindere resultaten op de keien gezet bij CFR Cluj. Na 3 speeldagen sprokkelde hij maar 2 punten.
Na enkele maanden werd bekend dat hij de nieuwe trainer zou worden van KAA Gent. Hij werd voorgesteld als trainer op 01/10/2013 en volgt de ontslagen Víctor Fernández op die ontslagen werd na de slechte start van de ploeg. In 2015 trainde hij in Roemenië eerst Petrolul Ploiești en vanaf 6 mei Dinamo Boekarest.

## Erelijst

### Speler
| Dinamo Boekarest   |    |                  |
| Roemeens Kampioen  | 2x | 1984, 1990       |
| Beker van Roemenië | 3x | 1984, 1986, 1990 |
| Standard Luik      |    |                  |
| Beker van België   | 1x | 1993             |
| Rapid Boekarest    |    |                  |
| Roemeens Kampioen  | 1x | 1999             |
| Beker van Roemenië | 1x | 1998             |
| Roemeense supercup | 1x | 1999             |

### Trainer
| Rapid Boekarest        |    |            |
| Roemeens Kampioen      | 1x | 2003       |
| Beker van Roemenië     | 1x | 2002       |
| Roemeense supercup     | 2x | 2002, 2003 |
| Dinamo Boekarest       |    |            |
| Roemeens Kampioen      | 1x | 2007       |
| FK Khazar Lenkoran     |    |            |
| Beker van Azerbeidzjan | 1x | 2011       |

## Trivia
- Zijn achternaam Rednic moet men uitspreken als Rednik.